# Narsinghgarh (ort i Indien, Rājgarh)
Narsinghgarh är en ort i Indien.   Den ligger i distriktet Rājgarh och delstaten Madhya Pradesh, i den centrala delen av landet, 500 km söder om huvudstaden New Delhi. Narsinghgarh ligger 461 meter över havet och antalet invånare är 29 981.
Terrängen runt Narsinghgarh är platt. Runt Narsinghgarh är det tätbefolkat, med 297 invånare per kvadratkilometer. Det finns inga andra samhällen i närheten. Trakten runt Narsinghgarh består till största delen av jordbruksmark.